# Großklein
Großklein är en ort och kommun i Österrike. Den ligger i distriktet Leibnitz i förbundslandet Steiermark.
Kommunen består av åtta orter (Ortschaften) (inom parentes invånarantal 1 januari 2024):

- Burgstall (149)
- Goldes (187)
- Großklein (644)
- Mantrach (359)
- Mattelsberg (234)
- Nestelbach (170)
- Nestelberg (316)
- Oberfahrenbach (169)